# Črna Loka
Črna Loka je slovenski dvodnevni težkometalni glasbeni festival, ki od leta 2022 poteka v Škofji Loki. Odvija se v juliju ali avgustu, po velikosti pa se uvršča med manjše festivale; gosti do 500 poslušalcev. Poleg večernih koncertov organizatorji promovirajo tudi športne in kulturno-zgodovinske aktivnosti v bližnji okolici.
Dvodnevni program sestavljajo slovenske in evropske metal skupine. Leta 2023 so morali festival zaradi več razlogov – k odločitvi je botrovala tudi rusko-ukrajinska vojna, ki je ukrajinski glasbeni skupini 1914 onemogočila turnejo, odpovedati.

## 2022[2]
Festival je potekal 25. in 26. avgusta.
| Črna Loka                                          |                                              |
| Četrtek                                            | Petek                                        |
| Sober Assault Siderean Firtan Harakiri for the Sky | Sovrag Ghost of Veronica Daimona Srd Inferno |

## 2023[4]
Festival, ki bi moral potekati 7. in 8. julija, so organizatorji zaradi več razlogov odpovedali. Spodaj je naveden načrtovani seznam izvajalcev.
| Črna Loka                          |                                          |
| Petek                              | Sobota                                   |
| Psychonaut 4 Morost Kamra Siderean | 1914 Cvinger Ulvedharr Britof Black Camo |